# Socialisme en un país
El socialisme en un país va ser una teoria proposada per Stalin el 1924, elaborada per Nikolai Bukharin el 1925 i finalment adoptada com a política d'estat per Stalin. La tesi es basava en el fet que donades les derrotes de totes les revolucions comunistes a Europa entre 1917 i 1921, llevat de la Revolució d'Octubre a Rússia, la Unió Soviètica havia de començar a enfortir-se internament.
Encara que en el seu moment es va promoure com una ideologia de la necessitat, no tant com una creença, la teoria hauria de definir el curs de la construcció política de la Unió Soviètica al llarg de la seva història. Actualment l'expressió és àmpliament emprada com una d'aprovació des que les seves tesis van ser titllades d'antitètiques al socialisme marxista pels trotskistes i d'altres.

## Rerefons
veure: Internacionalisme proletari, Revolució mundial i Comunisme mundial
La desfeta de diverses revolucions proletàries en països com Alemanya o Hongria van fer esvair les esperances bolxevics per a una revolució mundial imminent, i Stalin començà a promoure el "Socialisme en un país". A la primera edició del llibre Osnovy Leninizma ("Fonaments del Leninisme", 1924), Stalin encara era un seguidor de la idea de Lenin que la revolució en un únic país era insuficient. Però a finals d'aquell mateix any, a la segona edició del llibre, la seva posició començà a canviar al voltant: el proletariat pot i ha de construir la societat socialista en un país. L'abril del 1925 Nikolai Bukharin elaborà la pregunta al seu fulletó "Podem construir el Socialisme en un país en absència de la victòria del Proletariat de l'Europa Occidental?". Aquesta posició va ser adoptada com a política estatal després que Stalin publiqués l'article "Sobre les Qüestions del Leninisme" (К вопросам ленинизма) el gener de 1926.
1925-26 senyalà un punt d'inflexió des de l'activitat immediata del Comintern, la Internacional Comunista, des de la revolució mundial cap a la defensa de l'estat soviètic. Aquest període, que s'estengué fins al 1928, va ser conegut com el "Segon Període", emmirallant el canvi a la Unió Soviètica des del comunisme de guerra a la Nova Política Econòmica.
Al seu article de 1915 "Sobre el Lema per uns Estats Units d'Europa", Lenin afirmà que: "... La desigualtat del desenvolupament econòmic i polític és una llei absoluta del capitalisme. En canvi, la victòria del socialisme és possible primer en diversos o fins i tot només en un únic país capitalista. Després d'expropiar els capitalistes i organitzar la seva producció socialista, el proletari victoriós d'aquell país s'aixecarà contra la resta del món...".
De nou, el 1918, va escriure "Sé qui hi ha, és clar, savis que pensen que són molt llestos i que fins i tot poden anomenar-se a si mateixos Socialistes, que afirmen que no s'hauria d'haver pres el poder fins que la Revolució no hagués esclatat a tots els països. No sospiten que pensant així desertem de la Revolució i que marxen al costat de la burgesia. Per esperar que les classes treballadores portin a terme una revolució a una escala internacional vol dir que tothom ha d'estar a l'expectativa. Això és una bajanada."
Després de la mort de Lenin, Stalin emprà aquestes cites i d'altres per argumentar que Lenin compartia la seva opinió del "Socialisme en un país".
La teoria del Socialisme en un País va ser criticada per Zinóviev i Trotski. En particular, els trotskistes sovint afirmaven que el Socialisme a un País s'oposa a les tesis bàsiques del marxisme i a les creences particulars de Lenin, car en particular que l'èxit final del socialisme en un país depèn del nivell d'èxit de la revolució proletària en els països més avançats de l'Europa Occidental.

## Relació amb el leninisme
Stalin afirmà que la seva teoria del "Socialisme en un país" és un desenvolupament del leninisme. Al seu article del 14 de febrer de 1938 Resposta al Camarada Ivanov ("Ответ товарищу Иванову, Ивану Филиповичу"), formulat com una resposta a una pregunta d'un "camarada Ivanov" enviada al Pravda, Stalin separa la qüestió en dues parts. La primera part de la qüestió en termes de relacions internes a la Unió Soviètica: si és possible construir la Societat Socialista derrotant la burgesia local i afavorint la unió de treballadors i camperols.
Stalin cita a Lenin que "tenim tot el que cal per construir el socialisme complet" i afirma que malgrat les paraules de Trotski, Zinóviev i Kamenev ("qui posteriorment esdevindrien espies i agents feixistes", en paraules de Stalin), la societat socialista majoritàriament ja està efectivament construïda. La segona part de la qüestió és en termes de "relacions externes": si la victòria del socialisme és final, per exemple, si el capitalisme ja no pot ser restaurat. Aquí Stalin cita que Lenin que la victòria final és possible només a escala internacional i només amb l'ajut dels treballadors d'altres països.
En altres termes, Stalin traça una línia entre la "victòria del socialisme o la victòria de la construcció socialista en un país" i la "victòria final del comunisme" afirmant que el darrer problema no pot solucionar-se només amb esforços interns.
Sobre la qüestió de la construcció socialista en un únic país, Engels va escriure:

"Serà possible per aquesta revolució que tingui lloc només en un país?
No. Per la creació del mercat mundial, la gran indústria ha portat tots els pobles de la Terra, i especialment els pobles civilitzats, en una relació tan propera l'u amb l'altre que cap és independent del que els succeeix als altres. A més, el desenvolupament social dels països civilitzats s'ha coordinat en una extensió que, en tots ells, els burgesos i el proletariat han esdevingut les classes decisives; i la lluita entre ells és la gran lluita del dia. Segueix que la revolució comunista no serà merament un fenomen nacional però que ha de prendre lloc simultàniament en tots els països civilitzats, que vol dir, com a mínim a Anglaterra, Amèrica, França i Alemanya. Es desenvoluparà en cadascun d'aquests països més o menys veloçment, segons si un país o l'altre té una indústria més desenvolupada, més salut, una massa més significativa de forces productives. Així, anirà més lentament i es trobarà més obstacles a Alemanya, mentre que serà més ràpid i tindrà menys dificultats a Anglaterra. Tindrà un impacte poderós a la resta de països del món, i alterarà radicalment el curs del desenvolupament que hagin seguit fins ara, mentre que augmenta enormement el seu pas. És una revolució universal i, per tant, tindrà un abast internacional. - Friedrich Engels, Els Principis del Comunisme, 1847

Fins a l'actualitat, el debat entre "Socialisme en un País" contra "Revolució Permanent" no ha quedat tancat al moviment comunista.